# Чистяковская роща
Чистяковская роща (ранее «Парк культуры и отдыха «Первомайский») — крупный парк культуры и отдыха в Центральном округе Краснодара, является одним из старейших и наиболее больших городских парков. Парк занимает территорию в 36 га и располагается в границах улиц 40 лет Победы, Колхозной и Зиповской.  

## История
История Чистяковской рощи берёт своё начало в 90-х годах XIX века, когда на северной окраине Екатеринодара по инициативе казака Долгова появились первые лесопарковые насаждения. Официально Чистяковская роща была создана только в 1900 году указом Городской Думы, в котором говорилось об отведении 30 десятин земли под городскую рощу. Чистяковской роща была названа в честь инициатора её создания — градоначальника Гавриила Степановича Чистякова. 
Среди первых посаженных в Чистяковской роще деревьев были дубы — черешчатый и Гартвиса, ясень обыкновенный, берёза бородавчатая, сосна обыкновенная, платан западный, разновидности клёна. Их высаживал собственноручно Г.С. Чистяков вместе со школьниками и семинаристами. 
Большое количество первых насаждений пострадало во время Гражданской войны.
В 1923 году роща была переименована в Первомайскую.

В годы Великой Отечественной войны на территории рощи находился противотанковый ров. Именно туда во время войны фашисты сбрасывали тела расстрелянных и задушенных жителей Краснодара. На этом месте 9 мая 1975 года в День 30-летия Победы был открыт мемориальный комплекс, созданный в память о тысячах горожан, убитых в период оккупации города гитлеровскими солдатами.

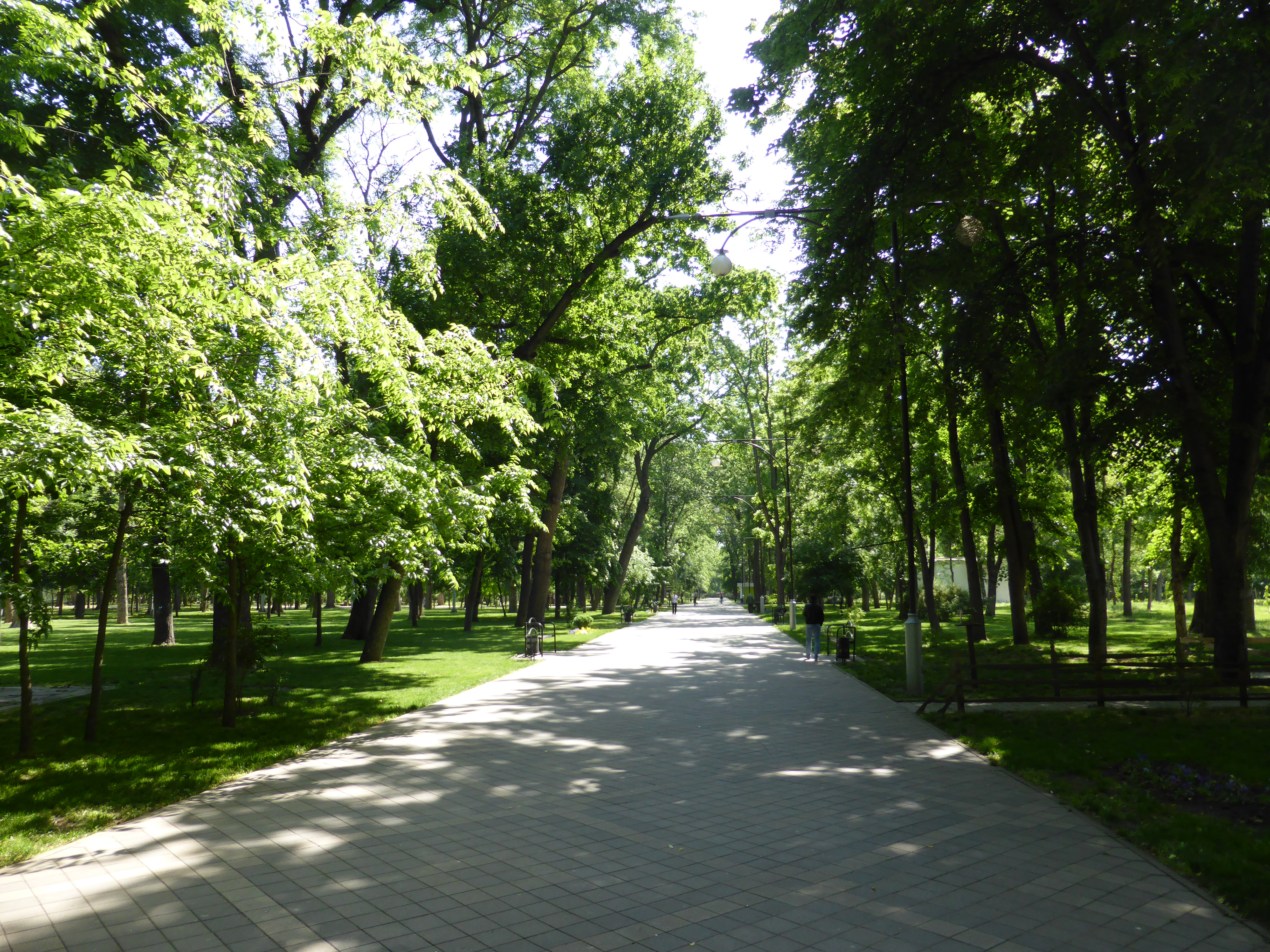
После реконструкции 2008 года

В 1962 году Первомайская роща была реорганизована в городской парк культуры и отдыха (ГПКиО) «Первомайский». 
В 1970-х годах в роще начала появляться городская парковая инфраструктура: небольшие точки общепита, детские аттракционы, автодром, а также станция юннатов.
В 1990-х и 2000-х годах Первомайский парк пребывал в запущенном состоянии. Территория поросла бурьяном, аттракционы ржавели, разрушались здания и дорожки.
В 2008 году ГПКиО Первомайскому вернули историческое название «Чистяковская роща». И в этом же году ввиду крайней запущенности начался масштабный проект по реконструкции. Парк фактически создается заново: рощу стилизовали в духе старинных русских традиций, применив при этом экологически чистые материалы, по периметру был застелен газон. 
На территории в 8 гектаров был обустроен самый большой в Краснодаре детский городок, установлены аттракционы для детей и взрослых, в том числе и единственный в городе «Веревочный парк» с тремя маршрутами разной сложности: детским, семейным и экстремальным.
В 2009 году, по итогам конкурса «Хрустальное колесо», признан лучшим парком развлечений в России с количеством посетителей от 250 до 500 тыс. человек.

## Краснодарская ВДНХ
В 1952 году Краснодарский крайисполком выделил для управления сельского хозяйства землю в 12 гектар в восточной части Первомайской рощи (со стороны улицы Московской). На этой территории всего за 2 года возвели комплекс краевой выставки достижений народного хозяйства (ВДНХ). Ансамбль выставки состоит из 27 выставочных павильонов и колоннады со скульптурой механизатору и колхознице. Многие элементы выставки (колоннада, павильоны и фонтан) были выполнены по аналогии с московской ВДНХ.
Торжественное открытие состоялось 5 ноября 1957 года. Краснодарская ВДНХ стала крупнейшей в стране выставкой народного хозяйства после московской ВДНХ. На ней демонстрировали свою продукцию передовые колхозы и совхозы со всех районов края, крупные предприятия Краснодарского края. На территории выставочного комплекса располагались ресторан «Колос», выставочный свинарник, коровник и конюшня.  

Из-за начавшегося в 1960-х годах продовольственного дефицита выставка опустела, поэтому в 1965 году в павильонах краснодарской ВДНХ разместился детский сад комбинированного вида «Сказка».

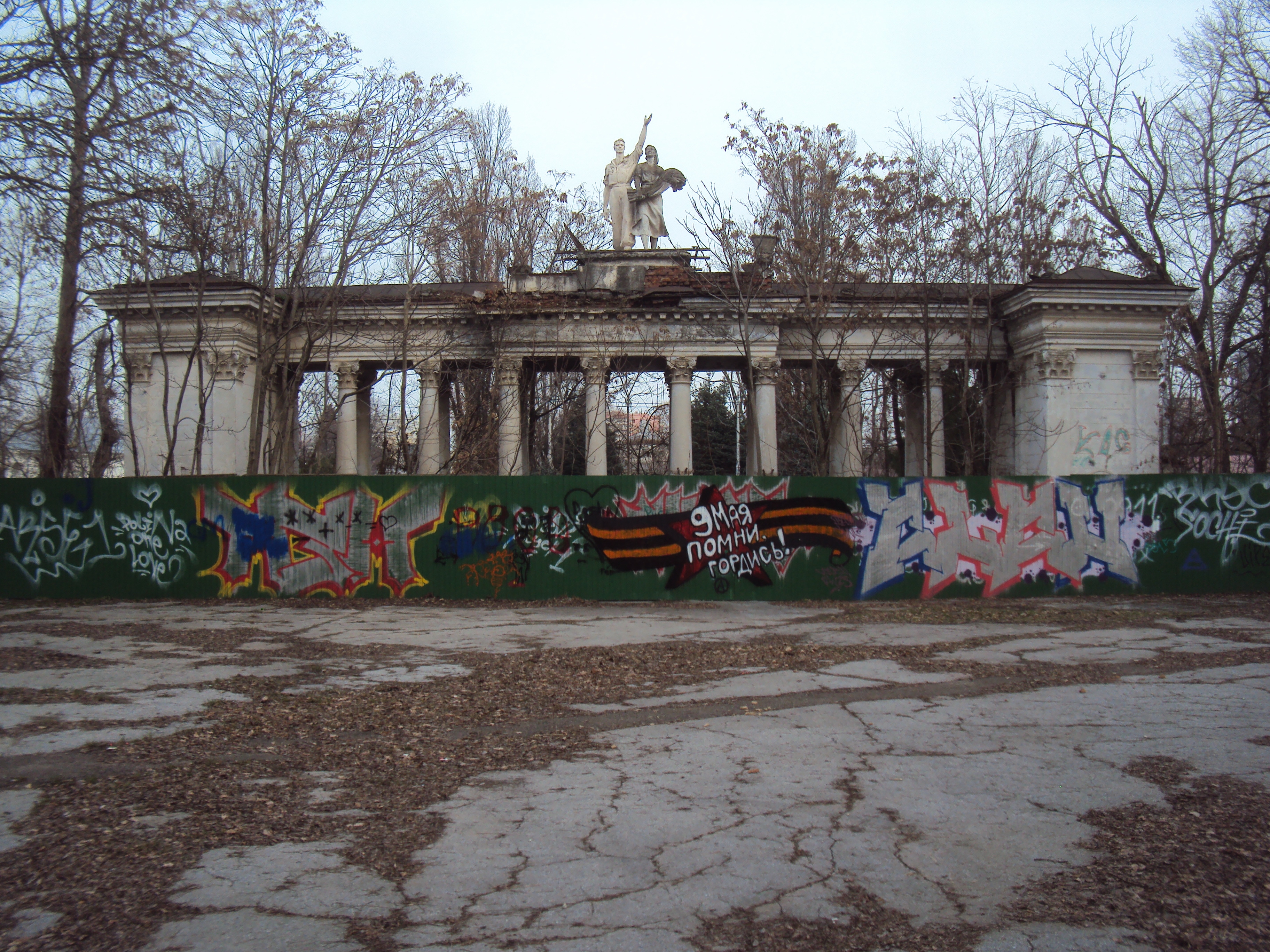
Колоннада центрального входа со скульптурой механизатора и колхозницы
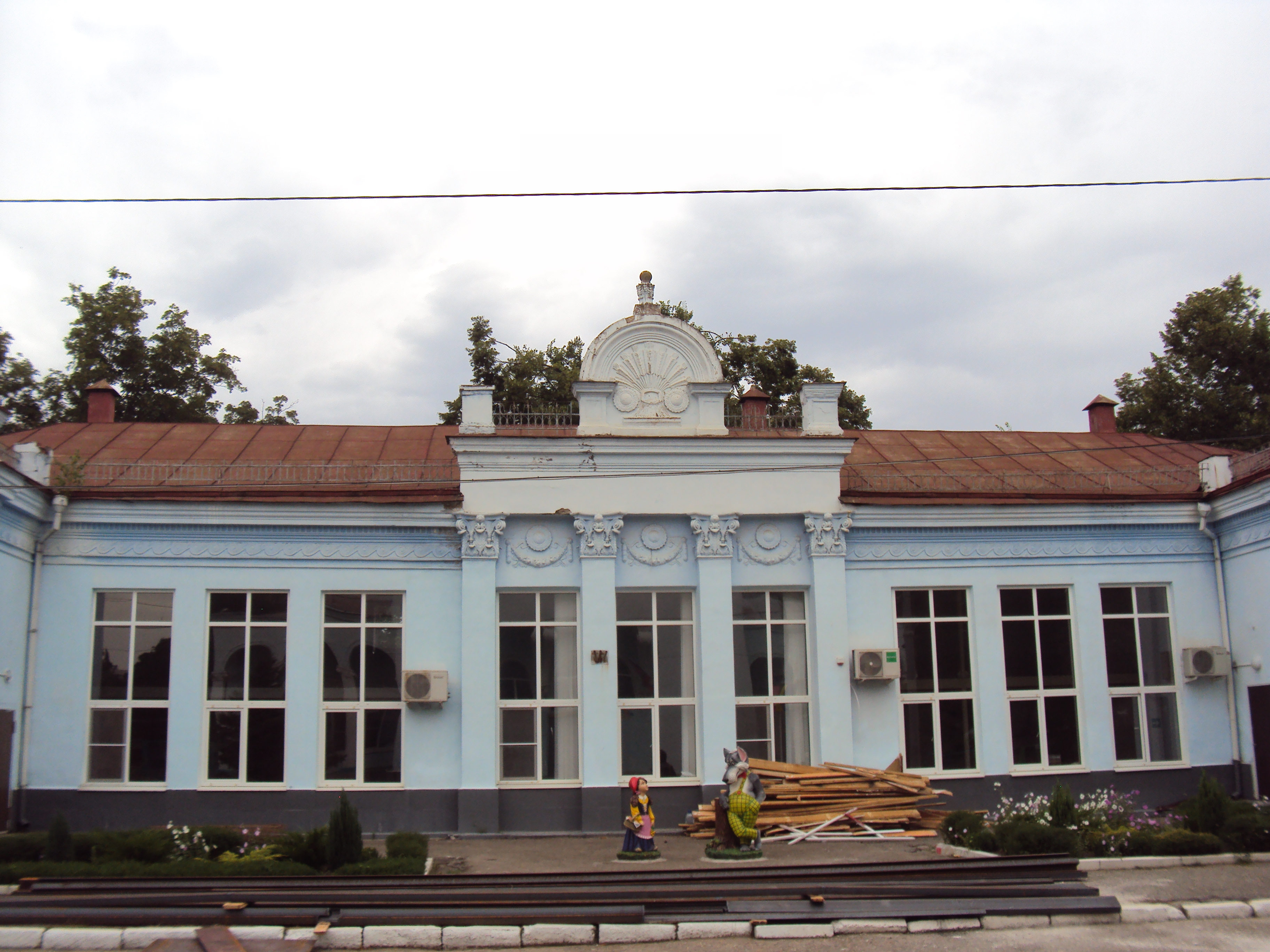
Павильон совхозов краевого управления
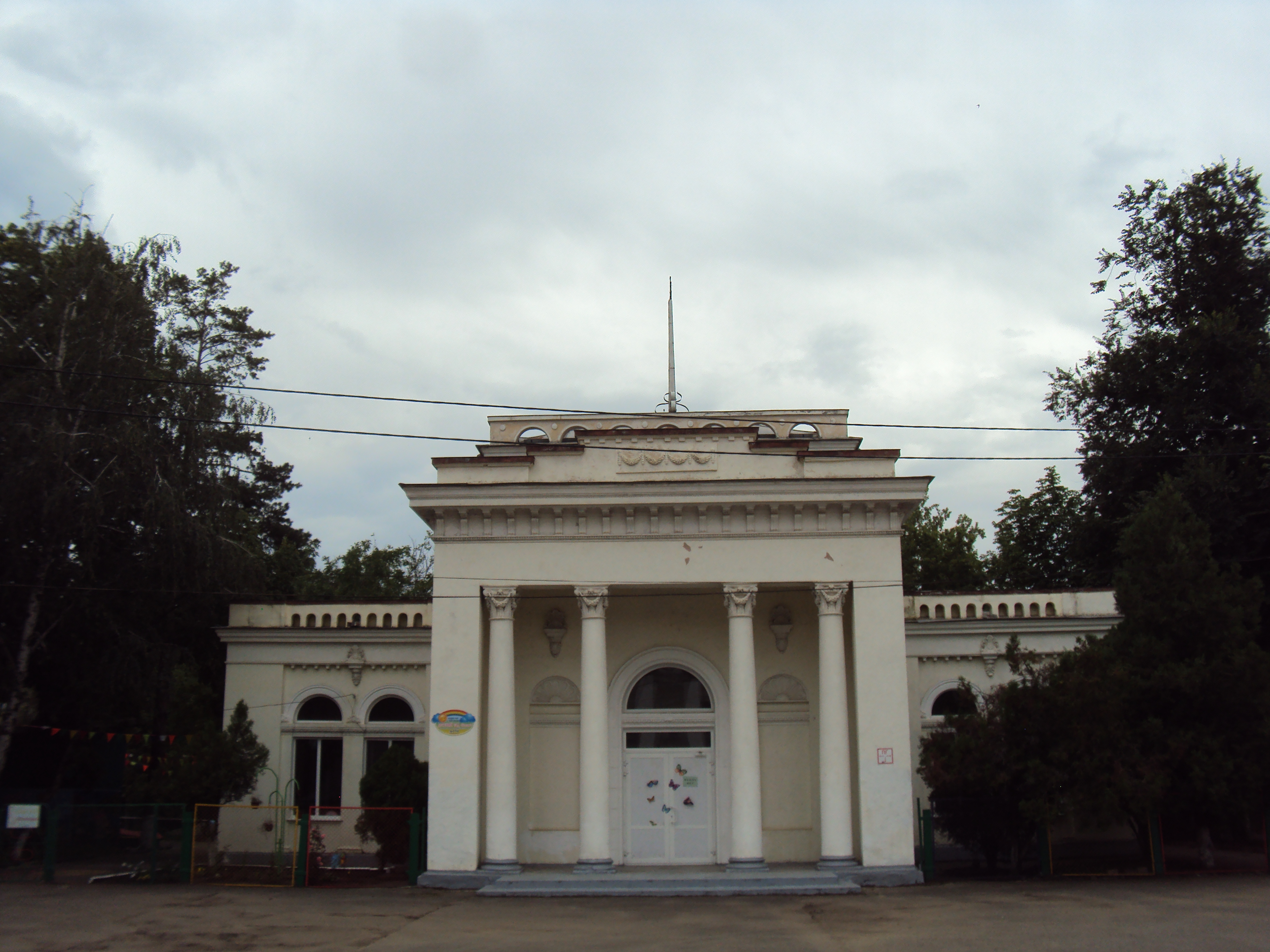
Павильон треста «Краснодаржирмасло»
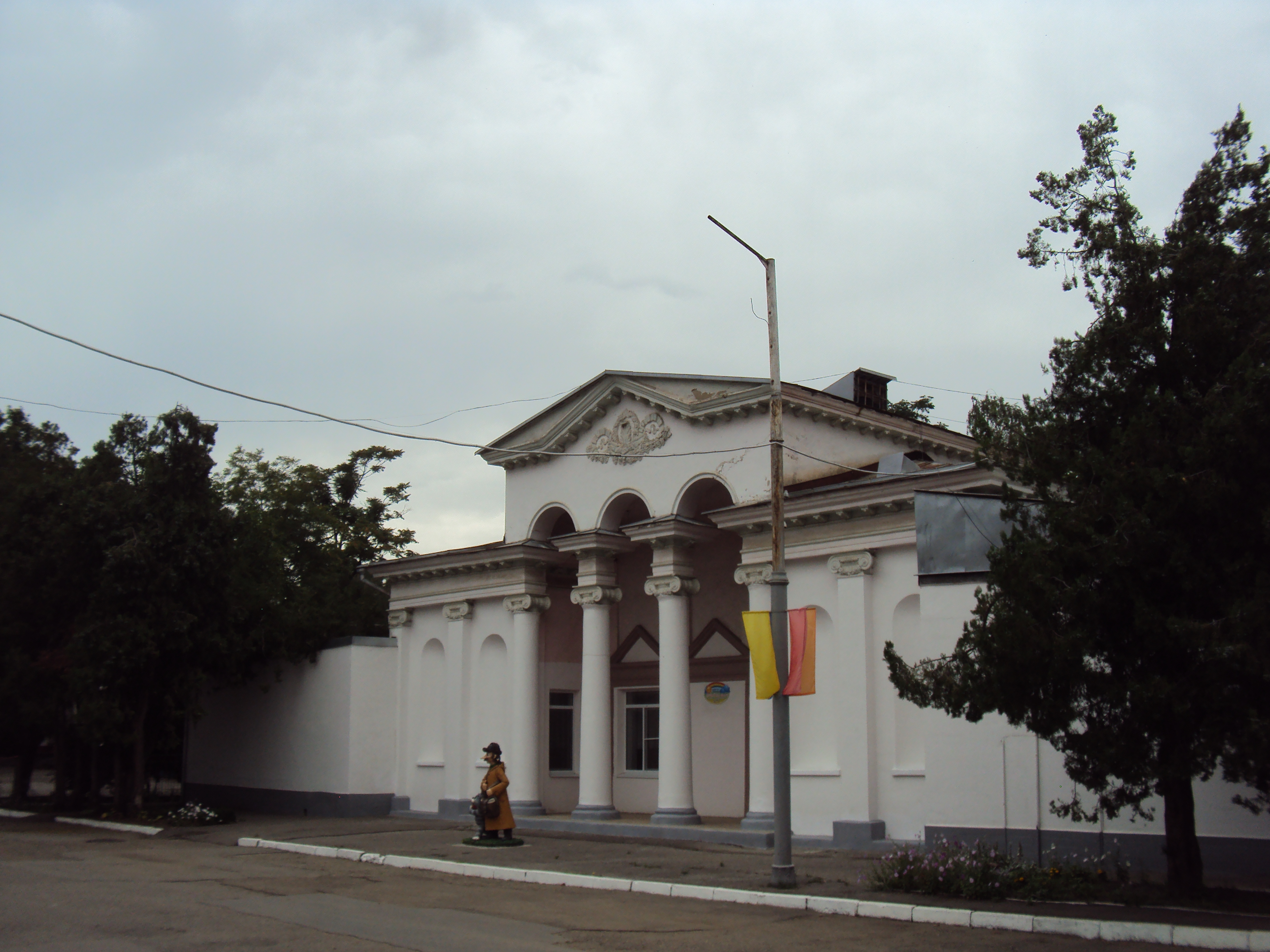
Павильон треста «Абрау-Дюрсо»
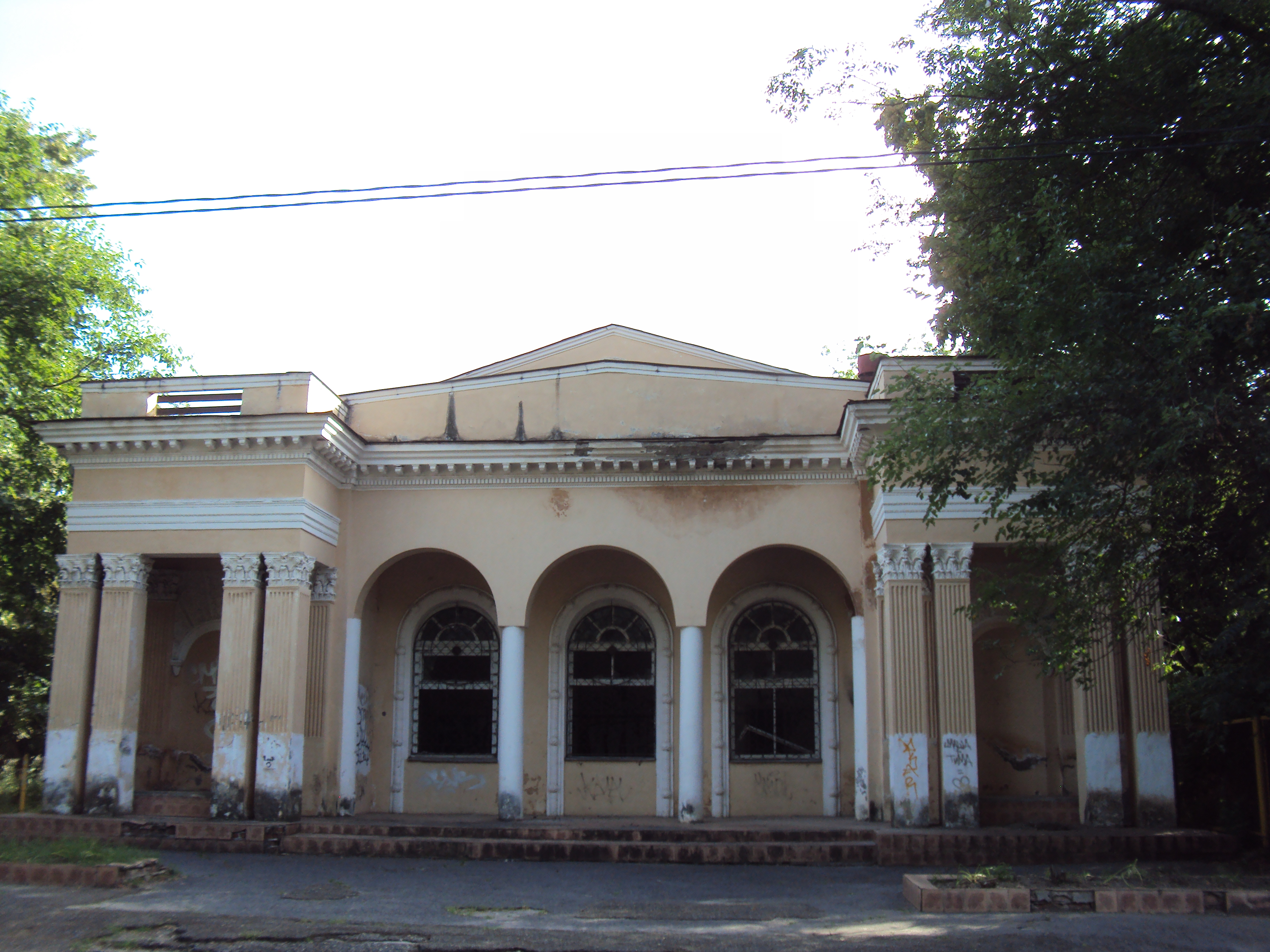
Заброшенный павильон Каневского и Брюховецкого районов
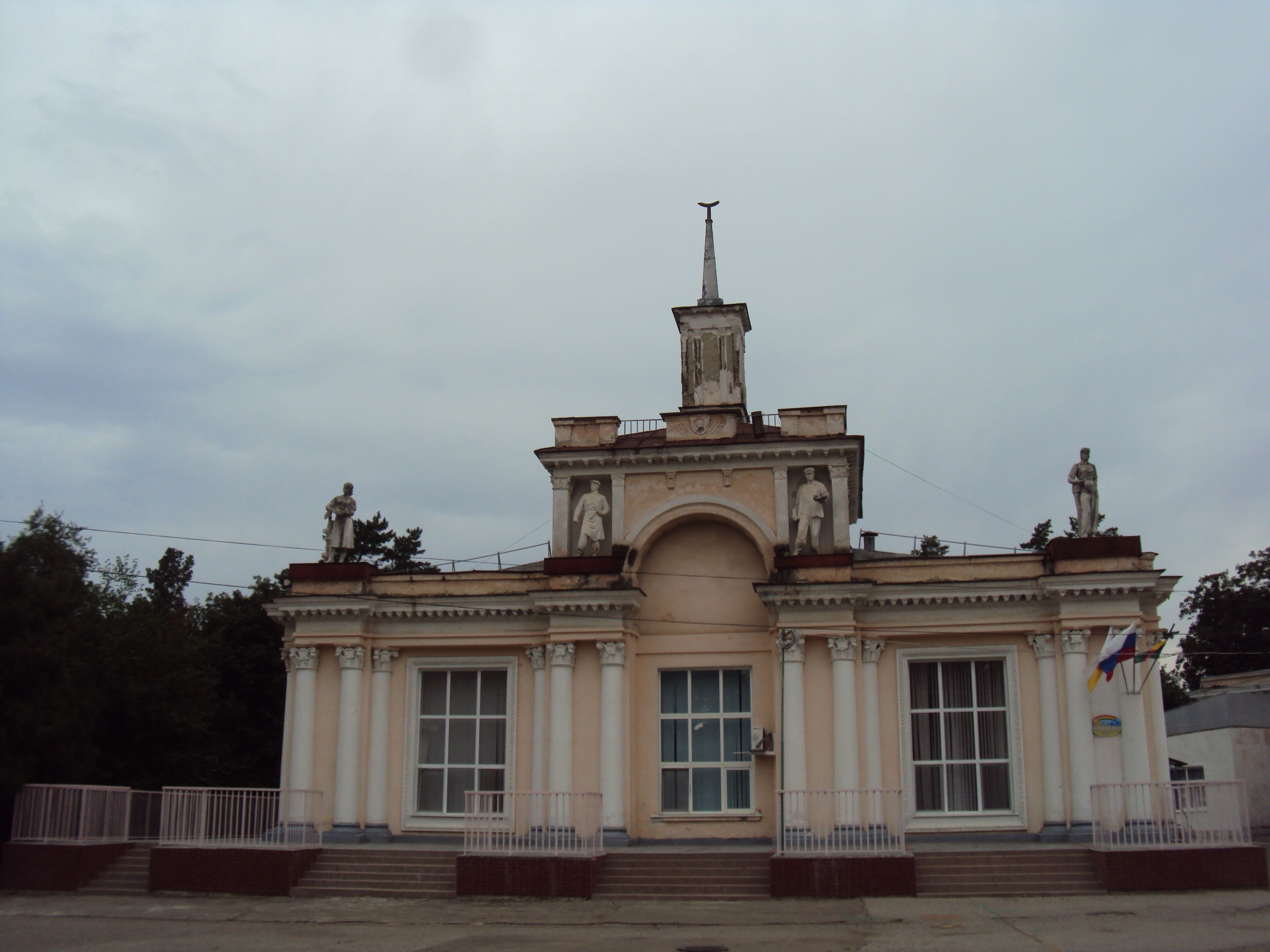
Павильон Главпотребсоюза
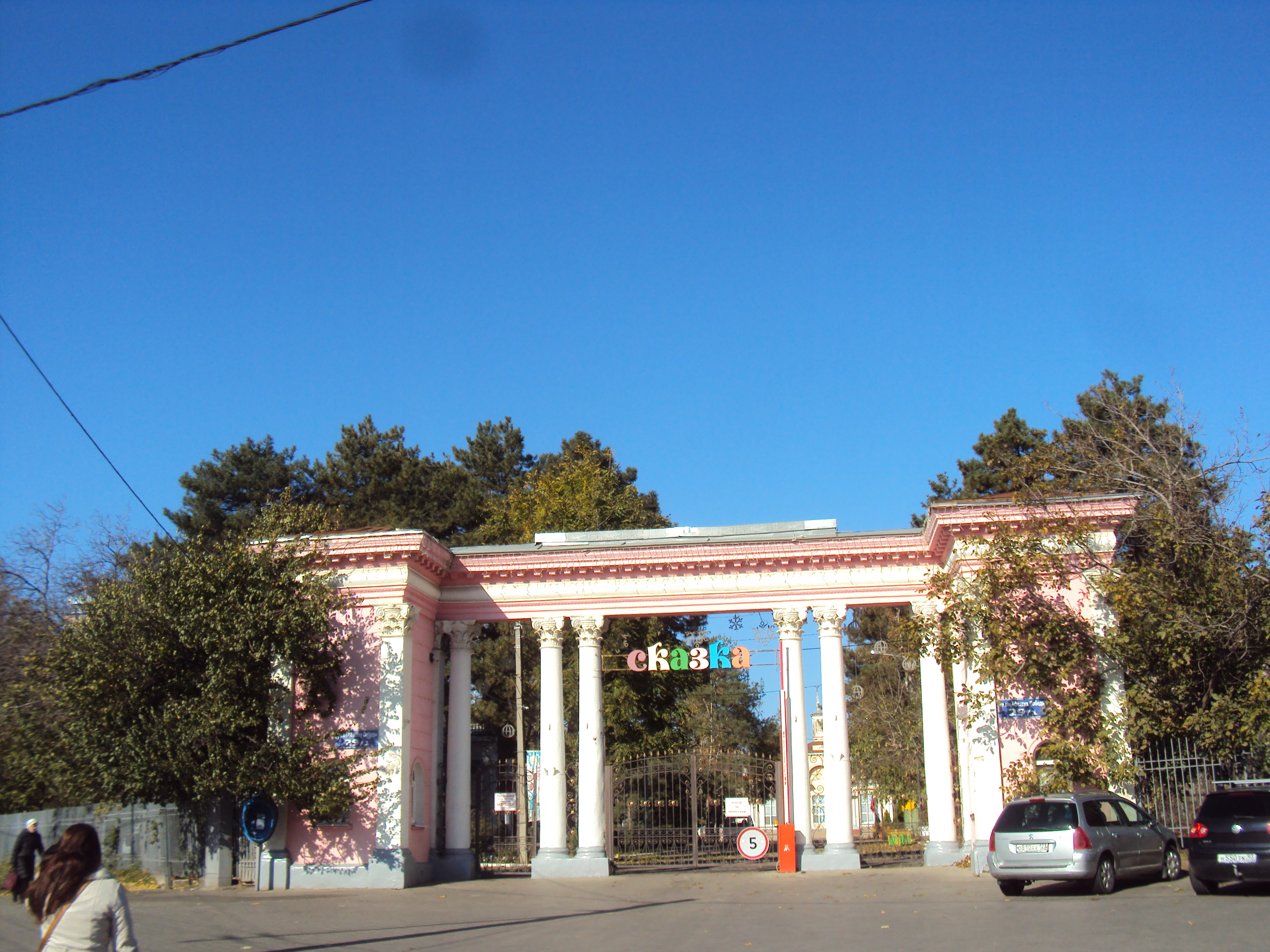
Колоннада со стороны ул. 40 лет Победы

С 1981 года Краснодарская ВДНХ находится под охраной государства как памятник неоклассицизма 1950-х годов. В последующие годы павильоны бывшей ВДНХ из-за отсутствия ремонта и пожаров пришли в аварийное состояние. 
В настоящее время большинство павильонов выставки занимает детский сад «Сказка», оставшаяся часть заброшена и пребывает в ветхом состоянии. Территория выставки была полностью переоборудована под нужды детского сада.  

## Современное состояние
В Чистяковской роще ведётся работа по увеличению древостоя. Заложены аллеи для посадки новых деревьев, например Свадебная, Театральная. Активное участие в расширении посадок принимают школьники.
В роще систематически проводятся мероприятия по очистке территории и обработке деревьев и кустарников для борьбы с вредителями. С последними ведут борьбу и многочисленные пернатые обитатели — дятлы, совы, щеглы, скворцы, синицы. На территории этой лесопарковой зоны хорошо акклиматизировались завезённые белки. В последние годы зоологами была замечена редкая летучая мышь — гигантская вечерница, занесённая в Красную книгу России.

## Как добраться
До парка можно добраться на трамвае 1, 2, 5, 8, 15 и на троллейбусе 15, 21. Также на автобусах 3, 4, 11, 96, 146а, 170а.